# Caspar Joseph Brambach

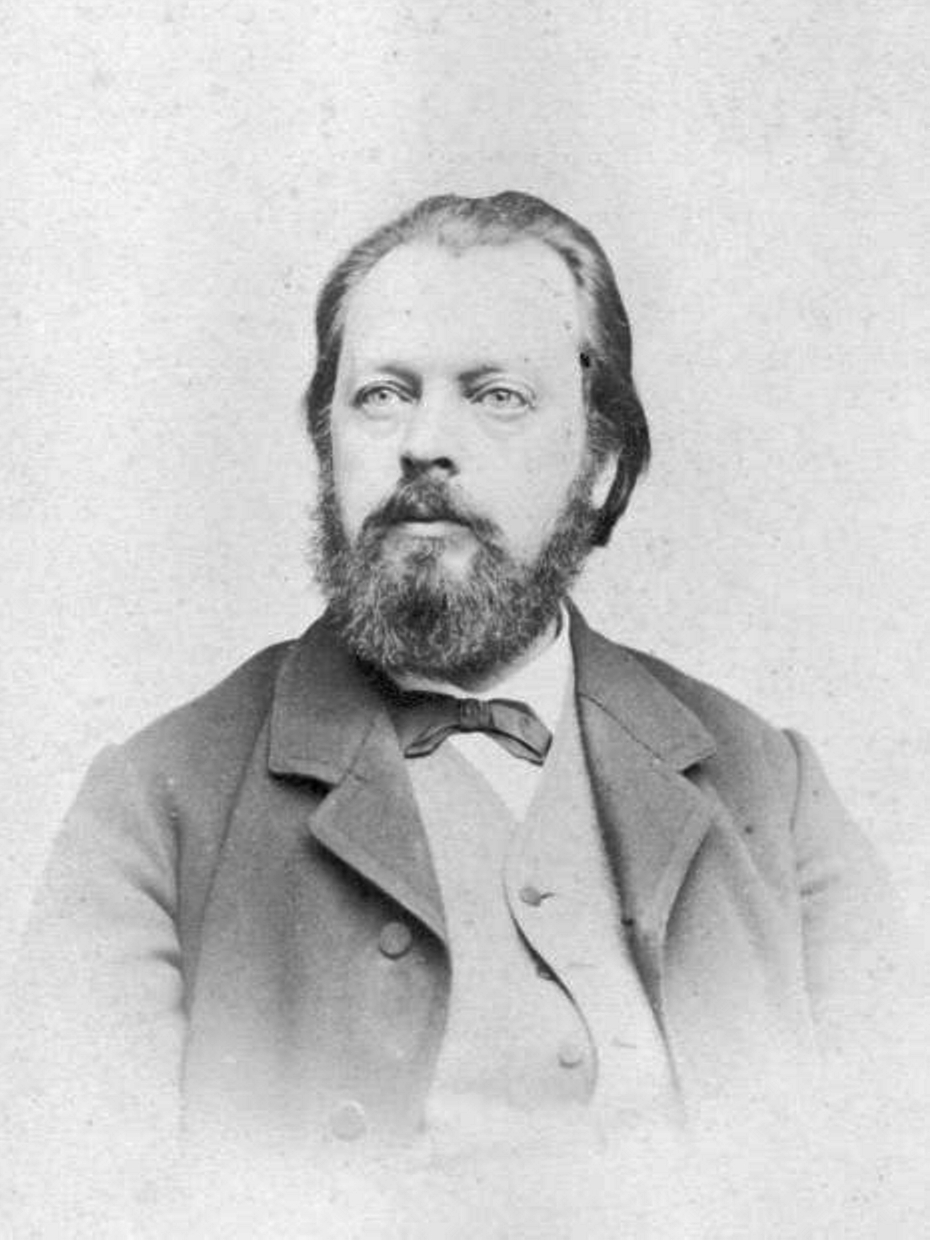
Caspar Joseph Brambach.

Caspar Joseph Brambach, född 14 juli 1833, död 20 juni 1902, var en tysk tonsättare. Han var bror till Wilhelm Brambach.
Brambach blev 1858 lärare vid konservatoriet i Köln, och var 1861–1869 stadsmusikdirektör i Bonn. 
Brambach har skrivit körverk med orkester, manskörer samt piano- och kammarmusik.